# Lenophyllum latum
Lenophyllum latum är en fetbladsväxtart som beskrevs av R.V. Moran. Lenophyllum latum ingår i släktet Lenophyllum och familjen fetbladsväxter. Inga underarter finns listade i Catalogue of Life.